# Дитятін Іван Іванович
Дитятін Іван Іванович (нар. 1847, Санкт-Петербург — пом. 29 жовтня 1892) — український вчений-правознавець, доктор юридичних наук, професор кафедри історії російського права Харківського університету (зараз Харківський національний університет імені В. Н. Каразіна).

## Біографія
Народився у 1847 році у місті Санкт-Петербурзі.
У 1871 році закінчив юридичний факультет Санкт-Петербурзького університету і був залишений стипендіатом на кафедрі історії російського права. У 1875 році обійняв посаду екстраординарного професора у юридичному ліцеї у місті Ярославлі на кафедрі енциклопедії права, а потім на кафедрі історії права.
З 1878 по 1887 роки — професор кафедри історії російського права Харківського університету (зараз Харківський національний університет імені В. Н. Каразіна). У 1889 році був призначений професором кафедри російського державного права у Дерптський університет. У 1891 році через хворобу вимушений був піти у відставку. У 1875 році захистив магістерську дисертацію «Устрій та управління містами в Росії. Т. 1: Міста Росії у XVIII ст.». У 1877 р. захистив докторську дисертацію «Устрій та управління містами в Росії. Т. 2: Міське самоврядування в Росії до 1870 р.».
Помер Іван Іванович Дитятін 29 жовтня 1892 року.

## Наукова діяльність
Головним напрямом наукових досліджень були питання історії управління містами в Росії та деякі інші проблеми історії держави і права Росії. Серед опублікованих праць, крім вказаних вище дисертацій, — «Єкатеринінська комісія 1767 р. для складу Уложення» (1879); «Наші міста в першій половині нашого століття» (1880); «Верховна влада Росії у XVIII столітті» (1881) та ін.